# منتخب مدغشقر لكرة القدم
منتخب مدغشقر لكرة القدم الملقب بـ(باريا) وهو أحد أنواع من الجواميس المشهور في البلد هو المنتخب الوطني لمدغشقر ويديره اتحاد مدغشقر لكرة القدم. لم يسبق له التأهل إلى بطولة كأس العالم، تأهل إلى كأس الأمم الأفريقية 2019 بمصر، أهم انتصاراته كان التغلب على مصر 1-0 على ملعبه ضمن تصفيات كأس الأمم الأفريقية 2004. بسبب تغيير اسم البلد فقد كان اسمه في السابق منتخب جمهورية مالاغاشي لكرة القدم من 1958 إلى 1975.

## سجل كأس العالم
- 1930 إلى 1970 - لم يدخل
- 1974 - انسحاب
- 1978 - لم يتأهل
- 1982 - لم يتأهل
- 1986 - لم يلعب
- 1990 - لم يشارك
- 1994 إلى 2018 - لم يتأهل
- 2022 - لم يتأهل

## سجل كأس الأمم الأفريقية
- السودان 1957 - لم يشارك
- مصر 1959 - لم يشارك
- إثيوبيا 1962 - لم يشارك
- غانا 1963 - لم يشارك
- تونس 1965 - لم يشارك
- إثيوبيا 1968 - لم يشارك
- السودان 1970 - لم يشارك
- الكاميرون 1972 - لم يتأهل
- مصر 1974 - لم يتأهل
- إثيوبيا 1976 - انسحب
- غانا 1978 - لم يتأهل
- نيجيريا 1980 - لم يتأهل
- ليبيا 1982 - لم يتأهل
- ساحل العاج 1984 - لم يتأهل
- مصر 1986 - لم يتأهل
- المغرب 1988 - لم يتأهل
- الجزائر 1990 - انسحب
- السنغال 1992 - لم يتأهل
- تونس 1994 - لم يشارك
- جنوب أفريقيا 1996 - انسحب أثناء التصفيات
- بوركينا فاسو 1998 - موقوف لانسحابه في 1996
- غانا و  نيجيريا 2000 - لم يتأهل
- مالي 2002 - لم يتأهل
- تونس 2004 - لم يتأهل
- مصر 2006 - لم يتأهل
- غانا 2008 - لم يتأهل
- أنغولا 2010 - لم يتأهل
- الغابون و  غينيا الاستوائية 2012 - لم يتأهل
- جنوب أفريقيا 2013 - لم يتأهل
- غينيا الاستوائية 2015 - لم يتأهل
- الغابون 2017 - لم يتأهل
- مصر 2019 - ربع النهائي
- الكاميرون 2021 - لم يتأهل
- ساحل العاج 2023 - لم يتأهل
- غينيا 2025 - لم يحدد بعد

## التشكيلة الحالية
| الرقم | المركز    | اللاعب                            |
| ----- | --------- | --------------------------------- |
| 1     | حارس مرمى | إبراهيما دابو                     |
| 16    | حارس مرمى | جان ديو دونيه راندرياناسولو       |
| 23    | حارس مرمى | ملفين أدريان                      |
|       |           |                                   |
| 14    | مدافع     | جيريمي موريل                      |
| 21    | مدافع     | توماس فونتاني                     |
| 20    | مدافع     | رومان ميتانير                     |
| 5     | مدافع     | باسكال رازاكانانتينيانا           |
| 7     | مدافع     | ديمتري كالوين                     |
| 17    | مدافع     | توافينا هاستيانا رامبيلوسون       |
| 22    | مدافع     | جيروم مومري                       |
| 4     | مدافع     | مامي نيرينا جيرفيه رانديريانارسوا |
|       |           |                                   |
| 13    | وسط       | أنيسيت أندريانانتيناينا (C)       |
| 6     | وسط       | ماركو إلايماهاريتا                |
| 18    | وسط       | ريان رافيلوسون                    |
| 15    | وسط       | إبراهيم صامويل أمادا              |
| 3     | وسط       | جان راكوتواريسوا                  |
| 12    | وسط       | لالاينا نومينياناهاري             |
| 8     | وسط       | أروهاسينا أندرياناريما            |
|       |           |                                   |
| 11    | مهاجم     | باولن فوافي                       |
| 9     | مهاجم     | ايما اندرياتسيما                  |
| 2     | مهاجم     | كارلوس أندريا                     |
| 19    | مهاجم     | ويليام جروس                       |
| 10    | مهاجم     | نجيفا راكوتوهاريمالالا            |

## وصلات خارجية
- قائمة بيانات المنتخب من الموقع الرسمي للفيفا باللغة العربية